# Setagaya
Setagaya (jap. 世田谷区 Setagaya-ku) – jeden z 23 specjalnych okręgów (dzielnic) japońskiej stolicy, Tokio. Ma powierzchnię 58,05 km². W 2020 r. mieszkało w nim 948 147 osób, w 494 092 gospodarstwach domowych  (w 2010 r. 878 056 osób, w 449 508 gospodarstwach domowych).